# Era Köprülü

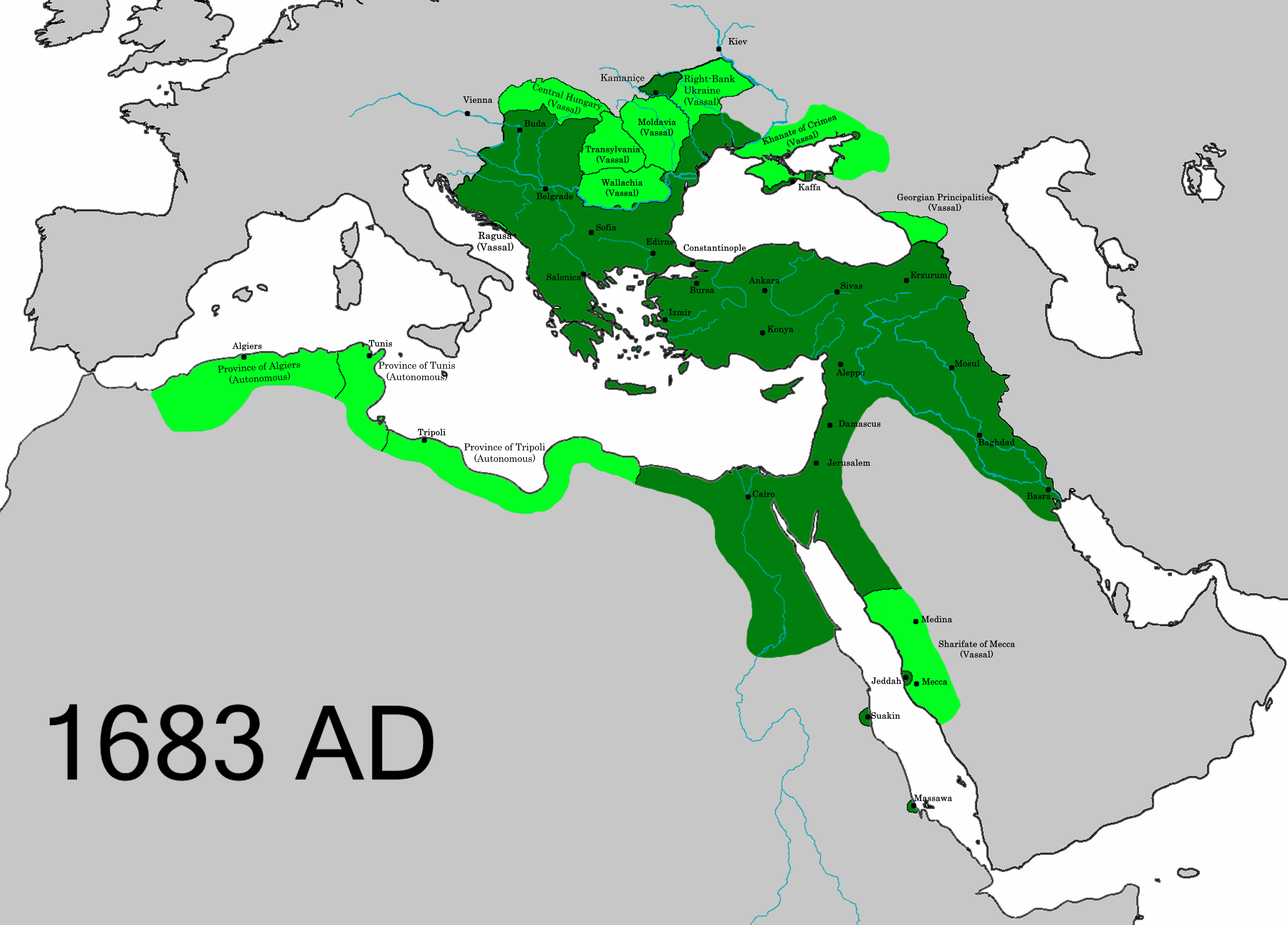
L'Imperi Otomà va assolir la seva major extensió territorial a Europa sota els grans visirs Köprülü

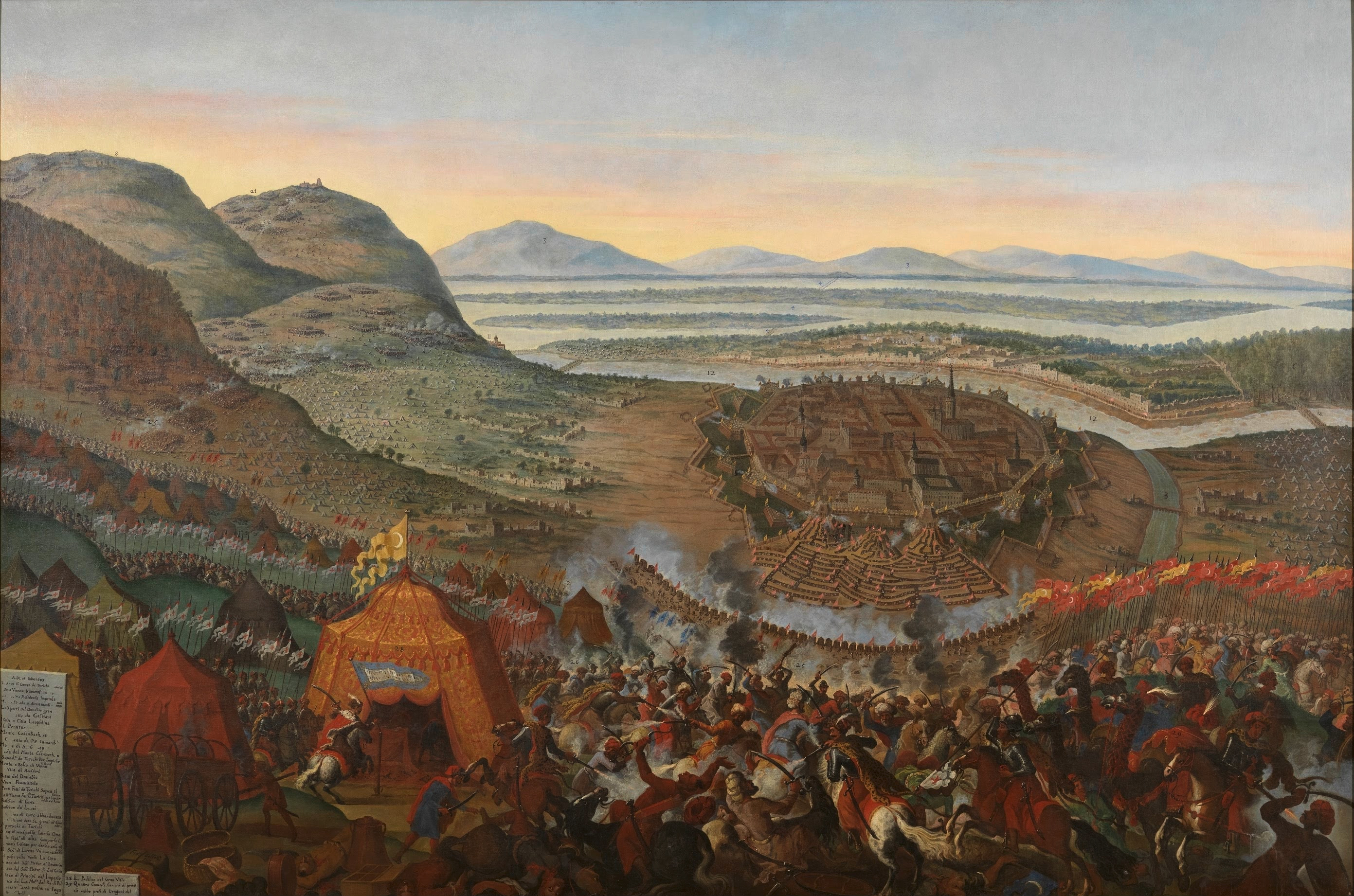
Batalla de Viena, 11 de setembre de 1683.

L'Era Köprülü (1656-1703) va ser el període en el qual la política de l'Imperi Otomà era establerta pels grans visirs, principalment de la família Köprülü, que va ser una família notable de buròcrates imperials d'origen albanès. La família Köprülü va proporcionar grans visirs a l'Imperi, que combinaven l'ambició i la crueltat amb un veritable talent. Van revisar la burocràcia i van introduir reformes militars.
Diversos líders destacats van sorgir en aquesta època, entre els quals es troben el severament reaccionari Gran Visir Köprülü Mehmed Paşa (1656-1661) i el seu, més moderat, fill Köprülü Fazıl Ahmed Paşa (1661-1676). Sota el seu lideratge, l'estat va començar a reafirmar-se amb cert vigor. Malgrat els conflictes interns dins de la burocràcia otomana, i entre buròcrates i militars, el segle xvii va prevure l'ampliació de les fronteres de l'Imperi fins a la seva màxima expansió, amb notables beneficis a Creta, Eslovàquia, el sud d'Ucraïna i Podíl·lia (una regió històrica de l'est i sud-est d'Ucraïna).
La derrota de les forces otomanes liderades pel Gran Visir Kara Mustafa Paşa a la batalla de Viena de 1683, a mans dels exèrcits combinats de Polònia i el Sacre Imperi Romanogermànic comandats per Joan III Sobieski, va ser el fet que va fer declinar la balança del poder a la regió en favor de les nacions europees. Segons els termes del Tractat de Karlowitz, el qual va donar per acabada la Gran Guerra Turca el 1699, els otomans cedien pràcticament tota l'Hongria otomana, Transsilvània, Morea otomana i Podíl·lia a Àustria, Polònia i la República de Venècia. A més l'estat otomà reconeixia, per primer cop en la seva història, que l'Imperi Austríac podia ser tractat en termes d'igualtat amb l'Imperi Otomà.
Dos membres més de la família van ser grans visirs: Amudja-zade Husayn Paixà i Köprülüzade Damat Numan Paşa, aquest últim ja amb Ahmet III com a sultà. Aquest regnat se situa dins el Segle de les Tulipes, atesa la popularitat del cultiu de tulipes durant aquests anys.